# Клинч (фильм, 2015)
«Клинч» — российский фильм 2015 года, снятый по одноимённой пьесе Алексея Слаповского. Первая и единственная режиссёрская работа в кино Сергея Пускепалиса.
Премьера фильма состоялась 15 июля 2015 года на кинофестивале «Золотой абрикос» в Ереване.
Прокат фильма в России начался 22 октября 2015 года.

## Сюжет
У школьного учителя литературы Фёдорова был трудный день — две смены, потом собрание, затем нотация от директрисы. В расстройстве он направляется домой (по дороге попытавшись купить водки) — а там, в маленькой квартире, накрывают на стол в честь восемнадцатилетия сына и с нетерпением ждут хозяина. Но по дороге за ним увязывается незнакомая девушка, которая выхватывает из рук учителя портфель и убегает. Фёдоров догоняет незнакомку, и тут начинается сюр. Она плачет, жалуется на сложную жизнь и вдруг начинает обвинять его в самоубийстве своей подруги и угрожать приездом жениха-бандита. Посчитав незнакомку сумасшедшей, Фёдоров собирается уйти, но это не так просто сделать, и ему приходится выяснять отношения с незнакомкой. В итоге он связывает её, но, не получив помощи от полиции, приволакивает к себе домой.
Там происходит «знакомство» с семьёй. Девушка Вита ведёт себя эксцентрично, грозит всем страшными карами («вас всех порежут на кусочки из-за меня!») и в итоге настаивает, чтоб её «удочерили». Её успокаивают и укладывают спать. А тем временем её разыскивает друг-бандит…
«Доставшую» всех Виту ненароком убивают. Семья решает, завернув тело в ковер, сбросить его в воду с плотины. Развернув ковер, они обнаруживают «воскресшую» Виту. Семья уезжает, но, сжалившись, решает-таки вернуться. Так Вита вновь возвращается в дом семьи.
Учитель решает уйти из семьи и из школы, и идет в ночной магазин с целью напиться. Там он случайно сталкивается со своим бывшим сокурсником, охранником магазина. Тот благодарен ему за поддержку его литературного таланта и вручает бутылку спиртного.
Тем временем Виту находит по сигналу навигатора в мобильнике её друг бандит Барабан. Он подъезжает к дому учителя и обнаруживает его (выпившего и залезшего в ракету на детской площадке) и её, нашедшую его там. Происходит сцена ревности. Вита просит учителя уйти, но тот, в запальчивости, говорит что любит её. Барабан стреляет и убивает сперва его, а потом и её. Отходя к машине, троица (Барабан с охранниками) оборачивается и видит что детская ракета реально стартует в космос. Учитель с Витой смотрят на Землю с орбиты.
После этого следует финальная сцена — учитель просыпается на автобусной остановке, а рядом всё так же сидит Вита, он уходит, и она снова преследует его.

## В ролях
- Алексей Серебряков — учитель
- Ася Домская — Вита
- Агриппина Стеклова — Татьяна
- Вячеслав Евлантьев — Славик
- Максим Лагашкин — Барабан
- Сергей Стёпин — первый охранник Барабана
- Илья Чертов — второй охранник Барабана
- Ирина Луковская — Алдашева
- Анна Уколова — активистка

## Создатели фильма
- Режиссёр — Сергей Пускепалис
- Автор сценария — Алексей Слаповский
- Продюсер — Рубен Дишдишян
- Оператор — Святослав Булаковский
- Композиторы — группа «Би-2», Михаил Карасёв

## Саундтрек
Саундтрек к фильму записала группа «Би-2». Он состоит из следующих композиций:
1. Intro (feat. Сергей Пускепалис)
2. Тише и тише (feat. Диана Арбенина)
3. Я ищу (feat. D Brown & Elizaveta)
4. Книга (feat. Варя Демидова)
5. Старый друг (feat. Настя Полева и Олег Нестеров)
6. Я пел (Чтоб не сойти с ума)
7. Рождество
8. В поисках чудес (feat. Elizaveta)
9. Будет он один (feat. Варя Демидова)
10. Будет дождь (feat. Гарик Сукачёв)
11. Не умирать молодым
12. Три сантиметра над Землёй

## Награды
- приз «Рубиновый Феникс» им. Ю. Гагарина на VIII Всероссийском кинофестивале актёров-режиссёров «Золотой Феникс»[4].
- приз за лучшую режиссёрскую работу на фестивале «Амурская осень» в Благовещенске[5].